# Marvin Sordell
Marvin Anthony Sordell (Pinner, 17 de fevereiro de 1991) é um ex-futebolista profissional inglês que atuava como atacante.

## Carreira
Marvin Sordell fez parte do elenco da Seleção Britânica de Futebol da Olimpíadas de 2012.